# Liste des orgues de Rhône-Alpes protégés aux monuments historiques
Cet article recense les orgues protégés aux monuments historiques en Rhône-Alpes, France.

## Liste
| Orgue                                         | Département  | Commune                   | Édifice                                                   | Référence | Année     | Protection | Illus. |
| --------------------------------------------- | ------------ | ------------------------- | --------------------------------------------------------- | --- | --------- | ---------- | ------ |
| Orgue de tribune partie instrumentale         | Ain          | Belley                    | Cathédrale Saint-Jean de Belley                           | « PM01000539 », notice no PM01000539 « PM01000043 », notice no PM01000043                                      | 1973      | Classé     |        |
| Orgue de tribune partie instrumentale         | Ain          | Jassans-Riottier          | Église Notre-Dame-de-l'Assomption de Jassans-Riottier     | « PM01000540 », notice no PM01000540 « PM01000249 », notice no PM01000249                                      | 1982      | Classé     |        |
| Orgue de tribune partie instrumentale         | Ain          | Nantua                    | Église Saint-Michel de Nantua                             | « PM01000541 », notice no PM01000541 « PM01000288 », notice no PM01000288                                      | 1976      | Classé     |        |
| Orgue de chœur partie instrumentale           | Ain          | Saint-Laurent-sur-Saône   | Église Saint-Laurent de Saint-Laurent-sur-Saône           | « PM01000542 », notice no PM01000542 « PM01000333 », notice no PM01000333                                      | 1973      | Classé     |        |
| Orgue de tribune partie instrumentale         | Ardèche      | Davézieux                 | Chapelle de Vidalon-les-Annonay                           | « PM07000447 », notice no PM07000447 « PM07000021 », notice no PM07000021                                      | 1980      | Classé     |        |
| Orgue de chœur partie instrumentale           | Ardèche      | Annonay                   | Église Notre-Dame d'Annonay                               | « PM07000448 », notice no PM07000448 « PM07000012 », notice no PM07000012                                      | 1980      | Classé     |        |
| Orgue de tribune partie instrumentale         | Ardèche      | Annonay                   | Église Notre-Dame d'Annonay                               | « PM07000449 », notice no PM07000449 « PM07000013 », notice no PM07000013                                      | 1980      | Classé     |        |
| Orgue de tribune buffet, partie instrumentale | Ardèche      | Bourg-Saint-Andéol        | Église Saint-Andéol de Bourg-Saint-Andéol                 | « PM07000385 », notice no PM07000385 « PM07000450 », notice no PM07000450 « PM07000126 », notice no PM07000126 | 1987 1992 | Classé     |        |
| Orgue de tribune partie instrumentale         | Ardèche      | Tournon-sur-Rhône         | Collégiale Saint-Julien de Tournon-sur-Rhône              | « PM07000451 », notice no PM07000451 « PM07000292 », notice no PM07000292                                      | 1973      | Classé     |        |
| Orgue de tribune partie instrumentale         | Ardèche      | Tournon-sur-Rhône         | Lycée Gabriel-Faure                                       | « PM07000452 », notice no PM07000452 « PM07000453 », notice no PM07000453                                      | 1977      | Inscrit    |        |
| Orgue de tribune buffet                       | Drôme        | Grignan                   | Collégiale Saint-Sauveur de Grignan                       | « PM26000118 », notice no PM26000118 « PM26000483 », notice no PM26000483                                      | 1974      | Classé     |        |
| Orgue de tribune partie instrumentale         | Drôme        | Romans-sur-Isère          | Collégiale Saint-Barnard de Romans-sur-Isère              | « PM26000484 », notice no PM26000484 « PM26000248 », notice no PM26000248                                      | 1971      | Classé     |        |
| Orgue de tribune buffet, partie instrumentale | Drôme        | Saint-Paul-Trois-Châteaux | Cathédrale Notre-Dame de Saint-Paul-Trois-Châteaux        | « PM26000292 », notice no PM26000292 « PM26000485 », notice no PM26000485 « PM26000297 », notice no PM26000297 | 1906      | Classé     |        |
| Orgue de tribune buffet, partie instrumentale | Drôme        | Valence                   | Cathédrale Saint-Apollinaire de Valence                   | « PM26000334 », notice no PM26000334 « PM26000486 », notice no PM26000486 « PM26000396 », notice no PM26000396 | 1974      | Classé     |        |
| Orgue de tribune buffet, partie instrumentale | Haute-Savoie | Annecy                    | Cathédrale Saint-Pierre d'Annecy                          | « PM74000028 », notice no PM74000028 « PM74000662 », notice no PM74000662 « PM74000034 », notice no PM74000034 | 1972      | Classé     |        |
| Orgue de tribune partie instrumentale         | Haute-Savoie | Annecy                    | Église Saint-Joseph-des-Fins                              | « PM74000663 », notice no PM74000663 « PM74000046 », notice no PM74000046                                      | 1977      | Classé     |        |
| Orgue de tribune partie instrumentale         | Haute-Savoie | La Baume                  | Église de l'Immaculée-Conception de La Baume              | « PM74000664 », notice no PM74000664 « PM74000108 », notice no PM74000108                                      | 1985      | Classé     |        |
| Orgue de tribune partie instrumentale         | Haute-Savoie | Boëge                     | Église Saint-Maurice de Boëge                             | « PM74000665 », notice no PM74000665 « PM74000112 », notice no PM74000112                                      | 1977      | Classé     |        |
| Orgue à cylindres partie instrumentale        | Haute-Savoie | Les Gets                  | Musée de la musique mécanique                             | « PM74000667 », notice no PM74000667 « PM74000234 », notice no PM74000234                                      | 1989      | Classé     |        |
| Orgue de tribune partie instrumentale         | Haute-Savoie | Morzine                   | Église Sainte-Madeleine de Morzine                        | « PM74000668 », notice no PM74000668 « PM74000276 », notice no PM74000276                                      | 1977      | Classé     |        |
| Orgue de tribune partie instrumentale         | Haute-Savoie | Pringy                    | Église Saint-Maurice de Ferrières                         | « PM74000666 », notice no PM74000666 « PM74000626 », notice no PM74000626                                      | 1989      | Classé     |        |
| Orgue de tribune partie instrumentale         | Haute-Savoie | La Roche-sur-Foron        | Église Saint-Jean-Baptiste de La Roche-sur-Foron          | « PM74000669 », notice no PM74000669 « PM74000316 », notice no PM74000316                                      | 1984      | Classé     |        |
| Orgue de tribune partie instrumentale         | Haute-Savoie | Rumilly                   | Église Sainte-Agathe de Rumilly                           | « PM74000670 », notice no PM74000670 « PM74000324 », notice no PM74000324                                      | 1985      | Classé     |        |
| Orgue de tribune partie instrumentale         | Haute-Savoie | Saint-Jean-d'Aulps        | Église du Plan d'Avoz de Saint-Jean-d'Aulps               | « PM74000671 », notice no PM74000671 « PM74000554 », notice no PM74000554                                      | 1990      | Classé     |        |
| Orgue de tribune buffet, partie instrumentale | Haute-Savoie | Sallanches                | Église Saint-Roch de Sallanches                           | « PM74000389 », notice no PM74000389 « PM74000672 », notice no PM74000672 « PM74000390 », notice no PM74000390 | 1975      | Classé     |        |
| Orgue de tribune buffet, tribune              | Haute-Savoie | Thonon-les-Bains          | Église Saint-Hippolyte de Thonon-les-Bains                | « PM74000441 », notice no PM74000441 « PM74000673 », notice no PM74000673                                      | 1905      | Classé     |        |
| Orgue de tribune partie instrumentale         | Isère        | Bourgoin-Jallieu          | Église Saint-Jean-Baptiste de Bourgoin-Jallieu            | « PM38000988 », notice no PM38000988 « PM38000509 », notice no PM38000509                                      | 1991      | Classé     |        |
| Orgue de tribune buffet, partie instrumentale | Isère        | Crémieu                   | Église Saint-Jean-Baptiste de Crémieu                     | « PM38000046 », notice no PM38000046 « PM38000989 », notice no PM38000989 « PM38000990 », notice no PM38000990 | 1966      | Classé     |        |
| Orgue de tribune buffet                       | Isère        | Grenoble                  | Cathédrale Notre-Dame de Grenoble                         | « PM38000601 », notice no PM38000601 « PM38000991 », notice no PM38000991                                      | 1992      | Classé     |        |
| Orgue de tribune buffet, partie instrumentale | Isère        | Saint-Antoine-l'Abbaye    | Abbatiale de Saint-Antoine-l'Abbaye                       | « PM38000257 », notice no PM38000257 « PM38000992 », notice no PM38000992 « PM38000258 », notice no PM38000258 | 1911      | Classé     |        |
| Orgue de tribune partie instrumentale         | Isère        | Saint-Chef                | Église Saint-Theudère de Saint-Chef                       | « PM38000993 », notice no PM38000993 « PM38000262 », notice no PM38000262                                      | 1979      | Classé     |        |
| Orgue de tribune partie instrumentale         | Isère        | Virieu                    | Église Saint-Pierre-et-Saint-Paul de Virieu               | « PM38000994 », notice no PM38000994 « PM38000478 », notice no PM38000478                                      | 1978      | Classé     |        |
| Orgue de tribune partie instrumentale         | Isère        | Voiron                    | Église Saint-Bruno de Voiron                              | « PM38000995 », notice no PM38000995 « PM38000456 », notice no PM38000456                                      | 1973      | Classé     |        |
| Orgue de tribune partie instrumentale         | Loire        | Firminy                   | Église Saint-Firmin de Firminy                            | « PM42001073 », notice no PM42001073 « PM42001074 », notice no PM42001074                                      | 1992      | Inscrit    |        |
| Orgue de tribune buffet, partie instrumentale | Loire        | Montbrison                | Collégiale Notre-Dame de Montbrison                       | « PM42000303 », notice no PM42000303 « PM42001075 », notice no PM42001075 « PM42000299 », notice no PM42000299 | 1971 1975 | Classé     |        |
| Orgue de tribune partie instrumentale         | Loire        | Renaison                  | Église Saint-Pierre de Renaison                           | « PM42001076 », notice no PM42001076 « PM42000955 », notice no PM42000955                                      | 1991      | Classé     |        |
| Orgue de tribune buffet, partie instrumentale | Loire        | Saint-Chamond             | Église Saint-Pierre de Saint-Chamond                      | « PM42000560 », notice no PM42000560 « PM42001077 », notice no PM42001077 « PM42000559 », notice no PM42000559 | 1970 1975 | Classé     |        |
| Orgue de tribune partie instrumentale         | Loire        | Saint-Étienne             | Église Notre-Dame de Saint-Étienne                        | « PM42001079 », notice no PM42001079 « PM42000621 », notice no PM42000621                                      | 1976      | Classé     |        |
| Orgue de tribune partie instrumentale         | Loire        | Saint-Étienne             | Église Notre-Dame de Terrenoire                           | « PM42001078 », notice no PM42001078 « PM42000667 », notice no PM42000667                                      | 1987      | Classé     |        |
| Orgue de tribune partie instrumentale         | Loire        | Saint-Just-en-Chevalet    | Église Saint-Just de Saint-Just-en-Chevalet               | « PM42001080 », notice no PM42001080 « PM42000738 », notice no PM42000738                                      | 1977      | Classé     |        |
| Orgue de tribune partie instrumentale         | Loire        | Verrières-en-Forez        | Église Saint-Ennemond de Verrières-en-Forez               | « PM42001081 », notice no PM42001081 « PM42001082 », notice no PM42001082                                      | 2003      | Classé     |        |
| Orgue de tribune partie instrumentale         | Rhône        | Givors                    | Église Saint-Nicolas de Givors                            | « PM69001230 », notice no PM69001230 « PM69000198 », notice no PM69000198                                      | 1986      | Classé     |        |
| Orgue de tribune partie instrumentale         | Rhône        | Lyon                      | Chapelle du centre scolaire Saint-Marc                    | « PM69001233 », notice no PM69001233 « PM69000586 », notice no PM69000586                                      | 1986      | Classé     |        |
| Orgue de tribune partie instrumentale         | Rhône        | Lyon                      | Clinique Saint-Charles                                    | « PM69001237 », notice no PM69001237 « PM69000518 », notice no PM69000518                                      | 1977      | Classé     |        |
| Orgue de chœur buffet                         | Rhône        | Lyon                      | Église Saint-Bruno des Chartreux                          | « PM69000330 », notice no PM69000330 « PM69001231 », notice no PM69001231                                      | 1907      | Classé     |        |
| Orgue de tribune partie instrumentale         | Rhône        | Lyon                      | Église Saint-François-de-Sales de Lyon                    | « PM69001232 », notice no PM69001232 « PM69000452 », notice no PM69000452                                      | 1977      | Classé     |        |
| Orgue de tribune buffet, partie instrumentale | Rhône        | Lyon                      | Église Saint-Nizier                                       | « PM69000888 », notice no PM69000888 « PM69001234 », notice no PM69001234 « PM69000891 », notice no PM69000891 | 1990      | Classé     |        |
| Orgue de tribune partie instrumentale         | Rhône        | Lyon                      | Église Saint-Polycarpe de Lyon                            | « PM69001235 », notice no PM69001235 « PM69000491 », notice no PM69000491                                      | 1980      | Classé     |        |
| Orgue de tribune partie instrumentale         | Rhône        | Lyon                      | Grande synagogue de Lyon                                  | « PM69001236 », notice no PM69001236 « PM69000892 », notice no PM69000892                                      | 1990      | Classé     |        |
| Orgue de tribune partie instrumentale         | Rhône        | Tarare                    | Église Sainte-Madeleine de Tarare                         | « PM69001238 », notice no PM69001238 « PM69000732 », notice no PM69000732                                      | 1978      | Classé     |        |
| Orgue de tribune partie instrumentale         | Rhône        | Thizy                     | Église Notre-Dame de Thizy                                | « PM69001239 », notice no PM69001239 « PM69000756 », notice no PM69000756                                      | 1983      | Classé     |        |
| Orgue de tribune partie instrumentale         | Rhône        | Villefranche-sur-Saône    | Collège de Mongré                                         | « PM69001240 », notice no PM69001240 « PM69000778 », notice no PM69000778                                      | 1977      | Classé     |        |
| Orgue de tribune buffet, partie instrumentale | Rhône        | Villefranche-sur-Saône    | Église Notre-Dame-des-Marais de Villefranche-sur-Saône    | « PM69000775 », notice no PM69000775 « PM69001241 », notice no PM69001241 « PM69000776 », notice no PM69000776 | 1971      | Classé     |        |
| Orgue de tribune partie instrumentale         | Savoie       | Chambéry                  | Cathédrale Saint-François-de-Sales de Chambéry            | « PM73001228 », notice no PM73001228 « PM73000345 », notice no PM73000345                                      | 1987      | Classé     |        |
| Orgue à cylindres partie instrumentale        | Savoie       | Montagny                  | Église Saint-Martin de Montagny                           | « PM73001229 », notice no PM73001229 « PM73000542 », notice no PM73000542                                      | 1984      | Classé     |        |
| Orgue de tribune orgue                        | Savoie       | Moûtiers                  | Cathédrale Saint-Pierre de Moûtiers                       | « PM73001230 », notice no PM73001230                                                                           | 1982      | Classé     |        |
| Orgue de tribune partie instrumentale         | Savoie       | Moûtiers                  | Cathédrale Saint-Pierre de Moûtiers                       | « PM73000594 », notice no PM73000594                                                                           | 1982      | Classé     |        |
| Orgue de tribune partie instrumentale         | Savoie       | Peisey-Nancroix           | Église de la Sainte-Trinité de Peisey-Nancroix            | « PM73001231 », notice no PM73001231 « PM73000616 », notice no PM73000616                                      | 1973      | Classé     |        |
| Orgue de tribune partie instrumentale         | Savoie       | La Perrière               | Église Saint-Jean-Baptiste de La Perrière                 | « PM73001232 », notice no PM73001232 « PM73001233 », notice no PM73001233                                      | 1989      | Classé     |        |
| Orgue de tribune partie instrumentale         | Savoie       | Saint-Jean-de-Maurienne   | Cathédrale Saint-Jean-Baptiste de Saint-Jean-de-Maurienne | « PM73001234 », notice no PM73001234 « PM73000698 », notice no PM73000698                                      | 1976      | Classé     |        |
| Orgue de tribune partie instrumentale         | Savoie       | Saint-Nicolas-la-Chapelle | Église Saint-François-de-Salles de Chaucisse              | « PM73001235 », notice no PM73001235 « PM73000776 », notice no PM73000776                                      | 1989      | Classé     |        |
| Orgue de tribune partie instrumentale         | Savoie       | Saint-Nicolas-la-Chapelle | Église Saint-Nicolas de Saint-Nicolas-la-Chapelle         | « PM73001236 », notice no PM73001236 « PM73001237 », notice no PM73001237                                      | 1988      | Classé     |        |